# Buis van Malpighi
De buizen van Malpighi, vernoemd naar de ontdekker Marcello Malpighi, zijn organen in de vorm van lange dunne buisjes bij de insecten die onder andere zorgen voor de afvoer van de afvalstoffen van het verteringsstelsel en soms de popvorming. Het aantal buizen van Malpighi per organisme kan variëren van soort tot soort, van twee tot ruim 150 (bij bijen). De lengte van de buizen varieert over het algemeen tegengesteld aan het aantal. Een organisme met veel buizen van Malpighi zal dus relatief korte exemplaren hebben, in tegenstelling tot de soorten met significant kleinere aantallen buizen, die lange buizen van Malpighi vormen. 
De werking van deze buizen lijkt afhankelijk te zijn van een protonenpomp die waterstofionen in het lumen van de buisjes pompt. Waterstofionen worden dan uitgewisseld voor kaliumionen. Deze primaire secretie van ionen trekt water met zich mee door osmose teneinde een kaliumrijke oplossing te creëren. Andere opgeloste stoffen en afvalstoffen worden door diffusie aan de kaliumrijke oplossing toegevoegd.